# Wouter Heytens
Wouter Heytens is een Belgisch voormalig inline-skater.

## Levensloop
Heytens behaalde in 1990 goud op de Europese kampioenschappen (piste) in het Duitse Inzell op de '10.000 meter'. Daarnaast behaalde hij ereplaatsen op verschillende kampioenschappen.

## Palmares

### Weg
- Europese kampioenschappen
  - 1991 in het Italiaanse Pescara
    -  op de 5.000 meter

  - 1993 in het Franse Valence d'Agen
    -  op de 5.000 meter
    -  op de 10.000 meter relay
    -  op de halve marathon eliminatie
- Wereldkampioenschappen
  - 1996 in het Italiaanse Padua
    -  op de marathon

### Piste
- Europese kampioenschappen
  - 1990 in het Duitse Inzell
    -  op de 10.000 meter

  - 1993 in het Franse Valence d'Agen
    -  op de 5.000 meter
    -  op de 10.000 meter relay
- Wereldkampioenschappen
  - 1991 in het Belgische Oostende
    -  op de 10.000 meter relay

  - 1994 in het Franse Gujan-Mestras
    -  op de 10.000 meter relay